# Арази
Арази је насеље у Италији у округу Ређо ди Калабрија, региону Калабрија.
Према процени из 2011. у насељу је живело 245 становника. Насеље се налази на надморској висини од 546 м.